# Слепушкин, Фёдор Никифорович
Фёдор Никифорович (Никофорович) Слепушкин (1788, Малое Мочино, Ярославское наместничество — 13 [25] июня 1848, Рыбацкая слобода, Санкт-Петербургская губерния) — русский поэт.

## Биография

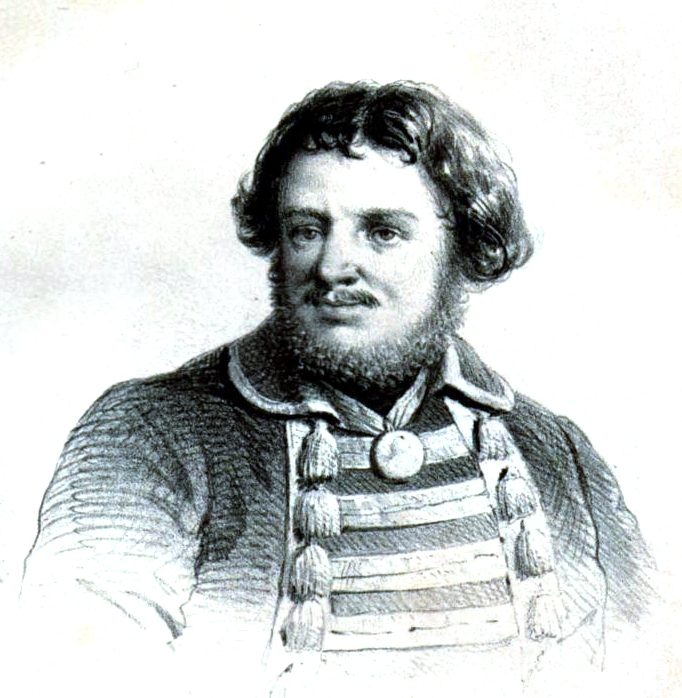
Фёдор Слепушкин

Родился в 1788 году (по большинству справочников, в 1783 году) в деревне Малое Мочино Понгиловской волости Романовского уезда крепостным Е. В. Новосильцевой, урождённой графини Орловой. Фамильное прозвище Слепушкин происходит от его деда Семёна, ослепшего под старость. До 9 лет жил в родной деревне, где научился под руководством отца грамоте. Когда умер его отец, а оставленное небольшое состояние присвоил себе его опекун, Фёдор был отвезён в Москву и отдан в сидельцы в лавочку съестных припасов. Уже в эти детские годы, по словам товарищей Слепушкина, он обнаруживал исключительную способность к остроумной весёлости; кроме того, чуть ли не с 6 лет он проявил склонность и способность к рисованию: рисовал избушки, мельницы и птичек, причём красками ему служили уголь, черника и малина. В 1799 году помещица вернула его в деревню и определила в работники на ветряную мельницу.
В 1803 году Слепушкин женился на дочери мельника, перейдя по примеру тестя в старообрядчество. Переселившись с тремя полтинами вместе с тестем в Петербург, Слепушкин сначала торговал на улице варёной грушей, потом, набрав денег, открыл мелочную лавочку близ Александро-Невской лавры. Но она не оказалась выгодной, и тогда смелый, вечно добрый и весёлый Фёдор Никофорович решается отправиться к немцам в Новосаратовскую слободу: снять там лавку и заняться торгом. Держась правил честной торговли, он приобрёл среди немцев большое доверие, а потому дела его здесь настолько поправились, что он вскоре мог вызвать свою семью из деревни. Стал заниматься ещё лодочным перевозом через Неву. В это время он перешёл опять в православие. Живя в немецкой слободе, Фёдор Никофорович несколько обучился немецкому языку, а главное, увидел жизнь более культурную, чем та, которую он видел в русской деревне, жизнь, в которой он совсем не встречал нищеты, а лишь достаток, чистоту и порядок.
В 1812 году Слепушкин переселился в Рыбацкую слободу, продолжая заниматься теми же промыслами. В часы досуга он рисовал, много читал и сочинял стихи. В 1820 году Слепушкин потерял жену, оставившую ему семерых детей; по этому поводу было создано первое его законченное стихотворение — «Похороны жены поселянина» (1821). Вскоре он снова женился — на крестьянке Рыбацкой слободы. Когда он писал стихи, она их распевала, чтобы помочь не знающему правил стихосложения поэту определить ритм.
О стихотворце узнал издатель «Отечественных записок» П. П. Свиньин. Он посетил дом Слепушкина, послушал его стихи и 1822 году напечатал в своём журнале три его басни, написанные в подражание И. А. Крылову, — «Лев и Волк», «Бык и Комар», «Лев, Барс, Собака, Осёл и Козлы», сопроводив их похвальной статьёй. Свиньин всячески поощрял Фёдора Никофоровича не бросать поэтических опытов и тот с жаром обратился к поэзии. Поддержка со стороны была необходима тем более, что односельчане осуждали поэта за его художественные занятия. Слепушкин даже пишет по этому поводу стихотворение, и в нём он как бы признаёт неважность поэтических занятий, так как говорит, что для литературы отрывает часы не от торгового дела, а от сна; но в то же время искренно заявляет, что не может не разделять свою мечту с бумагой, не передать в стихотворении того, что ощущает в своём сердце. Кроме Свиньина, Фёдору Никофоровичу оказывали особенную помощь Ф. Н. Глинка, Б. М. Фёдоров и отчасти А. С. Пушкин. Кроме стихосложения Слепушкин активно рисовал — делал копии, а также писал с натуры портреты окружающих: жены и детей, соседей, приказчиков, знатных людей.
Свиньин посоветовал крестьянину, в подражание английскому поэту Роберту Блумфилду, писать только с натуры, изображать только те предметы, которые у него постоянно перед глазами, и тот задался мыслью стихотворно описать жизнь русского поселянина со дня его рождения до кончины. В 1826 году вышел первый том стихотворений Слепушкина, посвящённых преимущественно описанию сельского быта, под названием «Досуги сельского жителя. Стихотворения русского крестьянина Фёдора Слепушкина»; к книге прилагался автопортрет поэта. Она имела большой успех; Академия наук присудила ему золотую медаль в 50 червонцев с надписью: «приносящему пользу русскому слову». Слепушкин представили императору Николаю Павловичу, который подарил ему почётный кафтан, шитый золотом, и императрице Марии Фёдоровне, которая подарила ему золотые часы. Через некоторое время после этого познакомился с поэтом и Пушкин, под влиянием которого Фёдор Никофорович написал стихотворение «Конь и домовой». Сообщения о поэте появились в прессе, в том числе и иностранной.
Стихи Слепушкина привлекли внимание очень многих к судьбе самого поэта-крепостного; у некоторых возникла мысль о выкупе (в числе их был и Пушкин) и кн. Татьяна Юсупова взяла на себя хлопоты. За 3000 рублей Фёдора Никофоровича и его семью выкупили, и таким образом первая книжка стихов дала Слепушкину свободу. Он приписался к 3-й гильдии и открыл кирпичный завод в селе Славянка. Теперь Фёдор Никофорович мог уделить значительное время чтению и сочинительству. В последующие годы издал ещё несколько поэтических сборников.
Умер Слепушкин 13 июня 1848 года от холеры, похоронен в Рыбацкой слободе под Церковью Покрова Богородицы. В Рыбацком сохранился его дом, который сильно пострадал от пожара в сентябре 2013 года, а его именем здесь в 1987 году назван переулок. Также его имя с 1997 года носит библиотека в Тутаеве, в которой проходят ежегодные Слепушкинские встречи.

## Творчество
Чем более развивался поэт, тем шероховатость и тяжеловесность, сначала весьма его стихам присущие, сокращались и уменьшались. Этому способствовал и личный опыт, и чтение лучших поэтов его времени. В новых стихотворениях Слепушкина уже отвоёвывают себе более широкое место и простота, и наблюдательность, и остроумие; но все эти элементы не имеют места в его дутых посвящениях меценатам и патриотических произведениях, представляющих собой слабое подражание одической поэзии XVIII века.
Лучшими его произведениями являются изображения бытовой жизни тех слоев населения, с которыми ему более всего приходилось иметь дело: крестьян, торговцев, пришлых рабочих. Рисовал патриархальный идеал народной жизни, в воспетой им деревне царят довольство, сытость. Поэзия его ориентирована в основном на книжные образцы (сентиментализм, ранний романтизм и т. д.), но в отличие от дворянских поэтов (А. А. Дельвиг, В. И. Панаев и др.) Слепушкин показывает в деревне не только любовь, но и хозяйственную жизнь крестьянина (характерны самые названия — «Пашня», «Мирская сходка», «Раскладка оброка», «Продажа пшеницы»). Насыщение стихов бытовизмом сочетается с высокой, напыщенной лексикой.
В своём творчестве Слепушкин почти не касался социальных мотивов («Мирская сходка», «Рекрутская очередь»); преобладают описательно-этнографические мотивы («Девишник», «Троицын день», «Сбор грибов и ягод» и др.), прославлял смирение и усердие в труде («Уборка льна»). Стихотворений, где встречались бы намёки на неестественность крепостного права, у Слепушкина нет. При практической складке ума поэта вполне понятно, что в вопросах ближайшей жизни он умеет разбираться, но объяснение разных причин того или иного явления у него весьма элементарное. Он, конечно, поддаётся, с одной стороны, влиянию окружающих, верит в приметы, пишет надгробное стихотворение знахарю В. Л. Лукьянову, с другой стороны, влиянию высших сфер и заявляет о непобедимости русских и прославляет храбрость русских в войнах конца 1820-х годов.
Хотя в лучших стихах («Пир», «Рассказ сбитенщика») Слепушкин не уступает профессиональным стихотворцам, литературное значение его невелико. Некоторые литературоведы (Сакулин, Гроссман) рассматривали Слепушкина как одного из первых крестьянских поэтов, первым шагом в том направлении, которое получило полное развитие в творчестве А. В. Кольцова. Другие указывали на его «маскарадность», реакционность; схожесть его крестьян и крестьянок с пастухами и пастушками Флориана и Панаева (В. Г. Белинский).
Поэзия Слепушкина открыла путь в литературу другим крестьянским авторам: Михаилу Суханову из-под Архангельска, Егору Алипанову из Калужской губернии. Те же мотивы и образы, но в более совершенной форме, позже будут встречаться и в стихах самого прославленного поэта из народа – уроженца Воронежа Алексея Кольцова.

## Сочинения
- Басни, в «Отечественных Записках» за 1823 г.
- «Досуги сельского жителя». 1-е изд., СПб, 1826; 2-е изд. (дополненное), СПб, 1828.
- «Четыре времени года русского поселянина. Сельская поэма». СПб, 1830.
- «На день 30 августа 1832 года». СПб, 1832.
- «Новые досуги сельского жителя». СПб, 1834 (Тип. X. Гинце); 2-е изд., 1840 (Типогр. Имп. Росс. Академии).
- «Рассказ детям отца, бывшего в расколе у перекрещенцев». СПб, 1847.

## Комментарии
1. ↑  Деревня Малое Мочино (Малая Мочина)[4] располагалась примерно в 20 км к северо-северо-востоку от Тутаева и относилась к Понгиловской волости Романовского уезда; не сохранилась, ныне — территория Левобережного сельского поселения в Тутаевском районе Ярославской области[5].